# Pohlia gromieri
Pohlia gromieri är en bladmossart som beskrevs av Kis 1984. Pohlia gromieri ingår i släktet nickmossor, och familjen Bryaceae. Inga underarter finns listade i Catalogue of Life.